# Noirémont
Noirémont település Franciaországban, Oise megyében. Lakosainak száma 187 fő (2022. január 1.). Noirémont Froissy, Lachaussée-du-Bois-d’Écu, Maulers, La Neuville-Saint-Pierre, Noyers-Saint-Martin, Reuil-sur-Brêche és Sainte-Eusoye községekkel határos.

## Népesség
A település népességének változása:
| Lakosok száma | 182  | 176  | 184  | 179  | 181  | 183  | 183  | 180  | 187  |
|               | 2013 | 2015 | 2016 | 2017 | 2018 | 2019 | 2020 | 2021 | 2022 |